# 久松定成
久松 定成（ひさまつ さだなり、1926年10月4日 - 2008年4月3日）は、日本の農学者、昆虫学者。甲虫類の分類学的研究を主とし、愛媛大学農学部の講師・教授等を務めた。退官後は靖国神社崇敬奉賛会会長などを務めた。

## 経歴
東京府（現・東京都）生まれ。
成蹊小学校（23回生）、陸軍幼年学校（45期）、陸軍予科士官学校（60期）を卒業し、陸軍航空士官学校在学中に終戦を迎える。1952年、学習院大学文政学部政治学科、愛媛県立松山農科大学農学科（現愛媛大学農学部）を卒業。
愛媛大学農学部教務員、文部教官助手、講師、1991年10月より同学部環境昆虫学研究室第4代教授を歴任し、1992年3月定年退官。1991年12月、東京農業大学 農学博士 「Revisional Studies on the Family Eucnemidae of Japan(日本産コメツキダマシ科の分類学的研究) 」。前日本昆虫分類学会会長。日本昆虫分類学会評議員。日本甲虫学会評議員。
社団法人愛媛県華道会会長、2002年5月31日より戊辰戦争で朝敵とされた県としては初めての靖国神社崇敬奉賛会会長に就任（第2代）、伊豫豆比古命神社（椿神社）崇敬会会長、日本会議愛媛県本部会長、伊予つばき協会会長、四国桜友会会長（学習院大学同窓会）、（財）常盤同郷会など務める。日本洞窟学会会員。松山ロータリークラブ会員（2005年度会長）。
2008年4月3日午前3時18分、心不全のため愛媛県松山市内の自宅で死去。81歳没。墓所は同市にある浄土宗大林寺。

## 家族
徳川家康の異父弟・松平（久松）定勝を祖とし、その次男定行が御家門伊予松山藩主となってから20代目にあたる久松家当主。父方の祖母が島津忠義の七女・貞子であることから香淳皇后（母・邦彦王妃俔子は島津忠義八女）の従甥にあたる。
父・久松定武は貴族院議員を経て参議院議員（緑風会所属）を務め、愛媛県知事を5期務めている。祖父・久松定謨はフランス・サン・シール陸軍士官学校に入学し、のち陸軍中将になる。華族令により伯爵の爵位を授けられる。
妻は昂子（たかこ）。長男は定智（一般財団法人久松記念財団理事長）。

## 著書

### 共著
- 『石鎚山系の自然と人文』（編著） 愛媛新聞社 1960年
- 『原色日本昆虫大図鑑III』（編著） 北隆館 1965年
- 『学芸百科辞典 鞘翅目』（分担執筆） 旺文社 1973年-1975年
- 『学研中高生図鑑 昆虫III』（編著） 学習研究社 1975年
- 『原色日本甲虫図鑑 (II)』 保育社 1985年
- 『原色日本甲虫図鑑 (III)』 保育社 1985年
- 『愛媛百科大事典（上・下）』 愛媛新聞社 1985年
- 『農林有害動物・昆虫名鑑』 日本応用動物昆虫学会編 日本植物防疫協会 1987年
- 『日本産昆虫総目録』 九州大学・日本野生生物研究センター編 九州大学農学部昆虫学教室 1989年